# Francesca Ferretti
Francesca Ferretti (ur. 15 lutego 1984 w Reggio Emilia) – włoska siatkarka, reprezentantka kraju, grająca na pozycji rozgrywającej. Od sezonu 2016/2017 występuje w drużynie Liu Jo Nordmeccanica Modena.

## Sukcesy klubowe
Puchar CEV:
- 2008

Mistrzostwo Włoch:
- 2008, 2009, 2010, 2013, 2014
- 2017

Superpuchar Włoch:
- 2008, 2009, 2010, 2013

Puchar Włoch:
- 2009, 2013, 2014

Puchar Challenge:
- 2013

## Sukcesy reprezentacyjne
Mistrzostwa Europy Juniorek:
- 2000

Mistrzostwa Europy Kadetek:
- 2001

Volley Masters Montreux:
- 2004
- 2005

Grand Prix:
- 2004, 2005
- 2007, 2008

Mistrzostwa Europy:
- 2007

Puchar Świata:
- 2007

## Nagrody indywidualne
- 2001 - Najlepsza rozgrywająca Mistrzostw Europy Kadetek
- 2001 - Najlepsza zagrywająca Mistrzostw Świata Juniorek
- 2004 - Nagroda Arnaldo Eynarda (najlepsza siatkarka do lat 20) w sezonie 2003/2004
- 2008 - Najlepsza rozgrywająca Pucharu CEV